# 포스키아보 호수
포스키아보 호수(이탈리아어: Lago di Poschiavo)는 스위스 그라우뷘덴주의 포스키아보 계곡에 있는 천연 호수이다.

## 지리
고도는 962m, 길이는 2.5km, 표면적은 1.98k㎥, 최대 깊이는 85m이다. 호수는 포스키아비노강에 의해 공급되고 배수되며, 남쪽으로 배수되며, 물은 결국 아다강과 포강을 통해 지중해에 도달한다.
호수는 포스키아보 시정촌 내에 있으며 레프레세 및 미라라고 마을은 각각 북쪽과 남쪽 끝에 있다. 베르니나 철도 노선은 호수의 서쪽을 따라 달리며, 르 프레제와 미랄라고역이 있다. 주요 계곡 도로(Hauptstrasse 29)는 호수의 같은 쪽에 있는 더 높은 경로를 따른다. 평평한 하이킹 코스가 호수를 일주하며, 일부 구간은 터널의 더 험한 동쪽에 있다.
이 호수는 1010년에 코모에 새로 설립된 산아본디오 수도원이 호수에 대한 어업권을 부여받았을 때 처음 언급되었다. 1239년까지 어업 권리는 마치의 영주에게 속했다.
1904년에서 1907년 사이에 호수는 비앙코 호수에서 공급되는 포스키아보 계곡에 있는 일련의 수력 발전소의 일부로 저수지로 전환되었다. 포스키아비노강의 호수에 도달하는 물은 이미 여러 공장을 통과했으며, 호수에서 나가는 물은 계곡의 서쪽을 따라 높은 터널을 통과한 다음 캄포콜로뇨의 캄포콜로뇨 발전소에 공급하기 위해 파이프 라인을 통과한다. 저수지로의 전환에는 미라라고의 호수 배출구에 댐을 건설하여 호수의 최대 수위를 1m높였다. 작동 중 수위는 최대 7m까지 변할 수 있으며 사용 가능한 저장 용량은 1,5100만㎥이다. 가득 찼을 때 호수의 총 용량은 1억 111,00만㎥이다.
현재 약 1,270m 더 높은 포스키아보 호수와 비앙코 호수를 기반으로 하는 양수 저장 계획을 건설하려는 제안이 있다. 여기에는 비앙코 호수에서 포스키아보 계곡의 서쪽을 따라 높이 18.1km 길이의 터널을 만든 다음 포스키아보 호수 유역의 지하 발전소까지 이어지는 2.4km 길이의 샤프트를 만드는 것이 포함된다. 이것은 1000MW의 총 설치 용량을 가지며 수요가 적을 때 더 높은 수준으로 물을 펌핑하기 위해 전기를 소비하고, 수요가 많을 때 전기를 생성하기 위해 물을 방출한다. 제안은 주 당국의 공식 동의를 받았지만, 2016년 현재 재정적으로 실행 가능한 것으로 여겨지지 않는다.